# 2278 Gotz
2278 Gotz је астероид главног астероидног појаса чија средња удаљеност од Сунца износи 2,453 астрономских јединица (АЈ).
Апсолутна магнитуда астероида је 13,6.